# Bunkier Strausberg

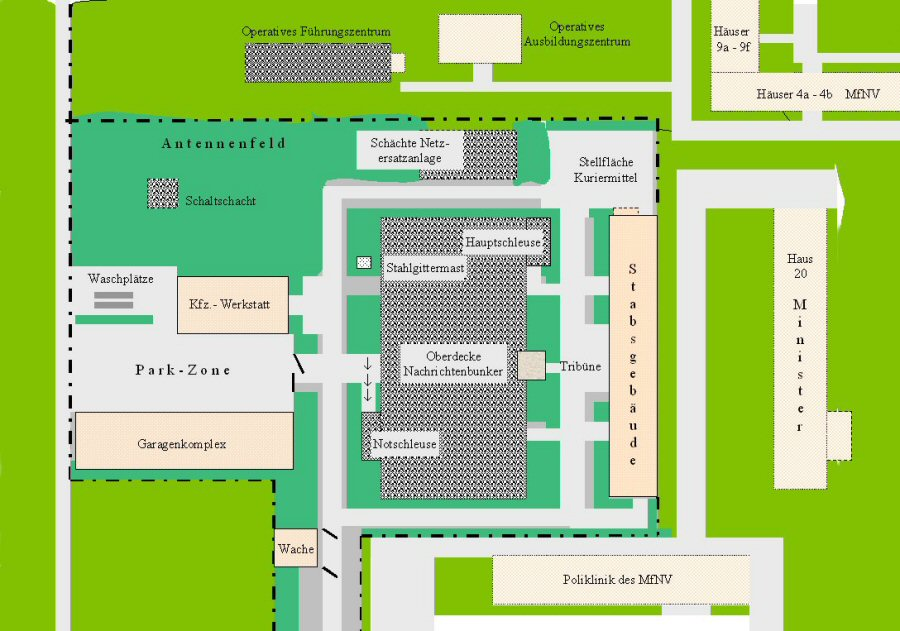
Schemat (bunkier w kolorze szarym)

Bunkier Strausberg (niem. Bunker Strausberg) – bunkier w Strausbergu, powiat Märkisch-Oderland, land Brandenburgia.

## Charakterystyka miejsca
Wybudowany w latach 70., w ramach I programu budowy bunkrów w NRD z 1968. Do użytku oddany w 1979 (oficjalnie 13 czerwca 1980).
Bunkier klasy E, dwukondygnacyjny, o powierzchni podstawowej 70 × 30 m.